# 八路军一二九师司令部旧址
八路军一二九师司令部旧址，又名刘邓大军司令部旧址、129师司令部旧址，位于河北省邯郸市涉县的赤岸村，由将军岭、129师司令部、和129师陈列馆组成，面积340亩。是中国重点文物保护单位、中国4A级旅游景区。刘邓129师司令部共有三个北方风格四合院构成，存有刘伯承故居、邓小平故居及其宿办室，下院有刘伯承、邓小平、李达种的紫荆树。第二次国共内战时期，刘、邓兩人在这里战斗八年。在抗战中创建晋冀鲁豫边区抗日根据地。129师司令部又被称为中共“第二代领导发祥地”。

## 刘伯承、邓小平故居
刘伯承、邓小平故居即129家属院，挂有上将刘华清题写的“刘邓旧居”匾额。邓小平长女邓琳、次女邓楠出生于此。南房五间原为一二九师司令部作战处办公室，后改设为太行木刻版画展室。